# Club Alès en Cévennes Volley-Ball
Il Club Alès en Cévennes Volley-Ball è una società pallavolistica maschile francese con sede ad Alès: milita nel campionato di Ligue B.

## Storia
Il club viene fondato nel 1982 da Jean-Claude Rivière con il nome di Club d'Animation des Quartiers d'Alès; nei primi anni di vita partecipa perlopiù a campionati di carattere regionale, arrivando a giocare in Nationale 3 nel campionato 1992-93 e ottenendo la promozione al campionato di Nationale 2 1996-97, all'epoca quarta divisione nazionale.
Nel 1997 il nome viene modificato in Club Alès en Cévennes Volley-Ball: grazie agli accordi con le autorità locali viene costruito l'Halle des Sports de Clavières per le partite casalinghe e la squadra ottiene diversi buoni risultati, raggiungendo il secondo livello del campionato francese, l'allora Pro B, grazie al secondo posto nella stagione 2002-03. L'esordio nel Pro A avviene nel 2008-09, ma l'esperienza dura solo due anni, con la retrocessione avvenuta l'anno successivo.

## Rosa 2014-2015
| N° | Nome                         | Ruolo | Data di nascita   | Nazionalità sportiva |
| -- | ---------------------------- | ----- | ----------------- | -------------------- |
| 1  | Jean-François Perez          | C     | 7 dicembre 1980   | Francia              |
| 2  | Nenad Nikolić                | P     | 14 luglio 1995    | Serbia               |
| 3  | Sergio Ramírez               | P     | 2 giugno 1994     | Spagna               |
| 4  | Julien Anton                 | P     | 24 febbraio 1982  | Francia              |
| 5  | Charley Amsellem             | S     | 27 maggio 1986    | Francia              |
| 6  | Petele Malivao               | S/O   | 2 marzo 1993      | Francia              |
| 7  | Ángel Daniel Jiménez Hurtado | C     | 25 luglio 1996    | Spagna               |
| 8  | Haroldo Lino da Silva        | C     | 28 settembre 1981 | Brasile              |
| 9  | Adrien Prével                | S     | 29 aprile 1986    | Francia              |
| 10 | Mykhailo Kukhar              | C     | 30 giugno 1980    | Ucraina              |
| 11 | Jérémy Doki-Thonon           | P     | 10 gennaio 1996   | Francia              |
| 12 | Jérome Clere                 | C     | 2 agosto 1990     | Francia              |
| 13 | Yann Ganga                   | S/O   | 12 gennaio 1992   | Francia              |
| 14 | Benjamin Niewada             | L     | 28 luglio 1995    | Francia              |
| 15 | Benjamin Amsellem            | L     | 15 novembre 1982  | Francia              |
| 16 | Bastian Peralta              | S     | 28 maggio 1995    | Francia              |
| 17 | Pavel Bartík                 | S/O   | 19 marzo 1981     | Slovacchia           |
| 18 | Benjamin Coste               | C     | 19 giugno 1996    | Francia              |
| 19 | Quentin Bonnier              | L     | 9 settembre 1995  | Francia              |